# العباس بن موسى العباسي
العباس بن موسى بن عيسى، قائد عباسي، شغل مناصب مختلفة في أواخر القرن الثامن وأوائل القرن التاسع، ولعب دورًا مساندًا في أحداث الفتنة الرابعة.

## نسبه وسيرته
العباس بن موسى بن عيسى بن موسى بن محمد بن علي بن عبد الله بن عباس بن عبد المطلب بن هاشم بن عبد مناف بن قصي بن كلاب بن مرة بن كعب بن لؤي بن غالب بن فهر بن مالك بن النضر بن كنانة بن خزيمة بن مدركة بن إلياس بن مضر بن نزار بن معد بن عدنان.
كان العباس حفيد عيسى بن موسى، ابن أخ أول خليفتين عباسيين السفاح والمنصور، وابن موسى بن عيسى بن موسى والي مصر السابق، بعد فترة وجيزة من خلافة هارون الرشيد عام 786م، شغل منصب نائب والي الكوفة لوالده موسى، ثم تولى ولاية الكوفة. وفي عام 805م تولى إمارة الحج من بغداد إلى مكة، وشغل أيضًا منصب والي مكة.
بعد وفاة هارون الرشيد في عام 809م، جعله الأمين للعمل كمبعوث للمأمون في خراسان، ولكن في خضم الصراع المتزايد بين الأخوين سرعان ما غيَّر ولاءه للمأمون. وفي مارس 812م شارك في قتال ابن ماهان كما قاد موسم الحج عدة مواسم في عهد المأمون.
في يونيو 814م، ولاه المأمون على مصر عَلَى صَلاتها وخَراجها، فقدِمها ابنه عبد الله بْن الْعَبَّاس، ومعه أَبُو بِشْر الْحَسَن بْن عُبيد بْن لُوط بن عُبيد بْن عارب الأنصاريّ، قدِمها 28 شوال سنة 198 هـ، فعزلا المطلب بن عبد الله الخزاعي وسجناه وجعلا عَلَى الشُّرَط محمد بْن عَسَّامة المعافِريّ، ثمَّ عزلاه وجعلا مكانه عَبْد العزيز بْن الوزير الجَرَويّ واستصحب عبد الله بْن العبَّاس فِي مسيره إلى مصر محمد بْن إِدْريس الشافعيّ، ثم ثار الجند عليه وطالبوا بعودة المُطَّلِب، وأخرجوه من السجن فِي المحرَّم سنة 199 هـ، فكانت مدَّة مُقام ابن العبَّاس خليفةً لأبيه عليها شهرين ونصفًا. عاد العباس بعد ذلك بالخروج إلى مصر في محاولة لاستعادة ولايته عليها، وانضم عبد الله بْن الْعَبَّاس بْن مُوسَى إلى عَبَّاد بْن محمد، وأقبل العبَّاس بن مُوسَى بْن عيسى من مَكَّة إلى الحَوْف، فنزل بُلبَيس ودعا قيسًا إلى نُصرته، فرجع العبَّاس إلى بُلْيَس يوم الأحد 17 جمادى الآخرة سنة 199 هـ، فيقال: إن المُطَّلِب دسّ إلى قيس، فسمُّوا الْعَبَّاس فِي طَعامه، فمات ببُلْبَيس في 22 جمادى الآخرة سنة 199 هـ.